# Joan Peters
Joan Peters (n. Joan Friedman; Chicago, 29 de abril de 1936 — Chicago, 5 de janeiro de 2015), mais tarde Joan Caro, foi a autora do controverso livro best-seller From Time Immemorial, de 1984, no qual argumentava que os palestinos modernos não são em grande parte indígenas da Palestina e, portanto, não tem direito a seu território. O livro foi duramente criticado por autores como Norman Finkelstein, Noam Chomsky, Edward Said e Yehoshua Porath, que o consideraram "ridículo", "inútil" e "fraudulento".

## Vida
Nascida em Chicago, estudou na Universidade de Illinois sem se formar e tornou-se escritora freelancer de publicações como a Harper's Magazine. Ela ficou "fascinada pelo Oriente Médio enquanto cobria a Guerra do Yom Kippur como freelancer da CBS, em 1973".
Seu primeiro casamento, com Gary Peters, terminou em divórcio. Seu segundo casamento, com Stanley Kaplan, durou até a morte dele, em 1991. Em 1997, ela se casou com William A. Caro e passou a usar o nome de Joan Caro.
Peters escreveu na década de 1970 e no início da década de 1980 para revistas como Harper's, Commentary, The New Republic e The New Leader, e foi consultora na criação de documentários de notícias sobre o conflito israelense-palestino para a CBS, em 1973, e também fez comentários sobre o assunto para PBS. Sua dedicação à causa de Israel pode ter sido desencadeada  nos anos 1970, durante uma visita à União Soviética, onde autoridades trataram seu marido e ela com desconfiança.
De acordo com a Walker Agency, que organizava palestras e turnês para ela, Peters também atuou como consultora da Casa Branca sobre a política externa americana no Oriente Médio, durante a administração Carter.
Em From Time Immemorial (1984), ela alega que os palestinos não são, em grande parte, nativos da Palestina histórica e, portanto, não têm direito a terras do atual Estado de Israel. O livro tornou-se polêmico e, logo após sua publicação, teve suas teses centrais desacreditadas por intelectuais respeitados, como Norman Finkelstein, Noam Chomsky, Edward Said, Yehoshua Porath e Ian & David Gilmour.
Joan Peters morreu em 2015, na sua casa, em Chicago, em decorrência de uma embolia cerebral. Pouco antes de sua morte, o embaixador de Israel nas Nações Unidas, Ron Prosor, havia telefonado para lhe dizer que o Primeiro-ministro de Israel, Benjamin Netanyahu, estava profundamente agradecido por sua importante contribuição ao povo judeu e ao Estado de Israel.